# Funafala
Funafala es una isla habitada del sur del atolón de Funafuti, en Tuvalu. Cuenta con una población de 20 personas y es la segunda isla habitada del atolón.
Actualmente se está plantando mangle para evitar la erosión costera. Tiene una playa de arena.

## Historia
Los estadounidenses trasladaron algunos aldeanos a Funafala durante la Segunda Guerra Mundial y, aunque la mayoría volvió a trasladarse de nuevo después de la guerra, sigue existiendo allí una pequeña comunidad.